# Warrenton (Missouri)
Warrenton ist eine City im Warren County im US-Bundesstaat Missouri mit 8.429 Einwohnern (Stand: Volkszählung 2020). Sie ist die Kreisstadt des Warren County. Warrenton befindet sich in der St. Louis Metropolitan Statistical Area. Warrentons Slogan lautet „Eine Stadt für alle Jahreszeiten“.

## Geschichte
Warrenton wurde 1864 gegründet und nach Joseph Warren benannt.
Das Ernst Schowengerdt House und das Warren County Courthouse sowie das Circuit Court Building sind im National Register of Historic Places eingetragen.

## Aktivitäten
Warrenton hat mehrere Parks, die für die Bewohner geöffnet sind. Ein Sportkomplex ist die Heimat von Fußball der kleinen Liga, Baseball, Softball und Teeball. Binkley Woods Park und Spectator Lake bieten Wanderwege, Angelmöglichkeiten, einen kleinen Spielplatz und Grillmöglichkeiten. Dyer Park bietet Spielplätze, Basketballkörbe und Tennisplätze sowie eine Außenbühne für Konzerte und andere Veranstaltungen. Khoury Park hat zwei Baseballfelder, Basketballkörbe und einen Spielplatz. Der Morgan Park bietet einen Tennisplatz, einen Spielplatz, einen Sand-Volleyballplatz und den Warrenton Pool.
Die Stadt hat kürzlich einen zusätzlichen Park eröffnet, der ein Hallenbad, ein Amphitheater, hundefreundliche Wege, Wanderwege und einen Frisbee-Golfplatz bietet.
Das Belle Starr Theater veranstaltet auch jedes Jahr mehrere Konzerte und Veranstaltungen. Die Warrenton High School (Teil des Bezirks Warren County R-3) bietet eine Vielzahl von öffentlich zugänglichen Aktivitäten, darunter Musicals, Theaterstücke, Band- und Chorkonzerte und Sportveranstaltungen.

## Feste und Veranstaltungen

### Frühlingsfest
An einem Samstag im Juni veranstaltet die Warrenton Downtown Association das Frühlingsfest, ein Festival, das das deutsche Erbe der Region feiert. Das Festival umfasst deutsches Essen, Verkäufe lokaler handgemachter und handwerklicher Produkte und andere Familienaktivitäten.

### Warrenton Herbstfest
An einem Samstag im September schließt die Stadt die Main Street und veranstaltet das Fall Festival, das eine vielfältige Gruppe von Straßenverkäufern, Imbisswagen, Aktivitäten für Kinder, eine Autoshow und Musikunterhaltung auf der Hauptbühne umfasst. Zu den früheren Musik-Acts gehörten die Ozark Mountain Daredevils, die Little River Band, die Nitty Gritty Dirt Band und die regionale Coverband Butch Wax & The Hollywoods.

### Weihnachten in der Heimatstadt
Zum Auftakt der Weihnachtszeit veranstaltet die Stadt Warrenton Hometown Christmas, einen Abend mit offizieller Baumbeleuchtung, Weihnachtsliedern, Choraufführungen in der Friedens United Church of Christ, heißer Schokolade, Keksen, einem Besuch des Weihnachtsmanns sowie einer Dekorationsveranstaltung in der Warren County Historical Society & Museum.

## Geographie
Warrenton befindet sich in 38°48′57″N 91°8′25″W(38.815951, -91.140164). Laut dem United States Census Bureau hat die Stadt eine Gesamtfläche von 8,46 Quadratmeilen (21,91 km²), von denen 8,37 Quadratmeilen (21,68 km²) Land und 0,09 Quadratmeilen (0,23 km²) Wasser sind.

### Klima
| Klimadaten für Warrenton, Missouri (Normale 1991–2020, Extreme 1893–heute) | Klimadaten für Warrenton, Missouri (Normale 1991–2020, Extreme 1893–heute) | Klimadaten für Warrenton, Missouri (Normale 1991–2020, Extreme 1893–heute) | Klimadaten für Warrenton, Missouri (Normale 1991–2020, Extreme 1893–heute) | Klimadaten für Warrenton, Missouri (Normale 1991–2020, Extreme 1893–heute) | Klimadaten für Warrenton, Missouri (Normale 1991–2020, Extreme 1893–heute) | Klimadaten für Warrenton, Missouri (Normale 1991–2020, Extreme 1893–heute) | Klimadaten für Warrenton, Missouri (Normale 1991–2020, Extreme 1893–heute) | Klimadaten für Warrenton, Missouri (Normale 1991–2020, Extreme 1893–heute) | Klimadaten für Warrenton, Missouri (Normale 1991–2020, Extreme 1893–heute) | Klimadaten für Warrenton, Missouri (Normale 1991–2020, Extreme 1893–heute) | Klimadaten für Warrenton, Missouri (Normale 1991–2020, Extreme 1893–heute) | Klimadaten für Warrenton, Missouri (Normale 1991–2020, Extreme 1893–heute) | Klimadaten für Warrenton, Missouri (Normale 1991–2020, Extreme 1893–heute) |
| Monat                                                                      | Jan                                                                        | Februar                                                                    | Beschädigen                                                                | April                                                                      | Kann                                                                       | Juni                                                                       | Juli                                                                       | August                                                                     | September                                                                  | Okt                                                                        | November                                                                   | Dezember                                                                   | Jahr                                                                       |
| -------------------------------------------------------------------------- | -------------------------------------------------------------------------- | -------------------------------------------------------------------------- | -------------------------------------------------------------------------- | -------------------------------------------------------------------------- | -------------------------------------------------------------------------- | -------------------------------------------------------------------------- | -------------------------------------------------------------------------- | -------------------------------------------------------------------------- | -------------------------------------------------------------------------- | -------------------------------------------------------------------------- | -------------------------------------------------------------------------- | -------------------------------------------------------------------------- | -------------------------------------------------------------------------- |
| Hohe °F (°C) aufzeichnen                                                   | 76 (24)                                                                    | 85 (29)                                                                    | 92 (33)                                                                    | 94 (34)                                                                    | 100 (38)                                                                   | 106 (41)                                                                   | 114 (46)                                                                   | 110 (43)                                                                   | 105 (41)                                                                   | 97 (36)                                                                    | 89 (32)                                                                    | 75 (24)                                                                    | 114 (46)                                                                   |
| Durchschnittlich hohe °F (°C)                                              | 38,9 (3,8)                                                                 | 44,3 (6,8)                                                                 | 54,9 (12,7)                                                                | 66,4 (19,1)                                                                | 75,1 (23,9)                                                                | 83,7 (28,7)                                                                | 87,8 (31,0)                                                                | 86,5 (30,3)                                                                | 79,7 (26,5)                                                                | 68,0 (20,0)                                                                | 54,5 (12,5)                                                                | 43,0 (6.1)                                                                 | 65,2 (18,4)                                                                |
| Tagesmittel °F (°C)                                                        | 29,3 (−1,5)                                                                | 33,7 (0,9)                                                                 | 43,9 (6,6)                                                                 | 54,9 (12,7)                                                                | 64,0 (17,8)                                                                | 73,3 (22,9)                                                                | 77,1 (25,1)                                                                | 75,5 (24,2)                                                                | 67,9 (19,9)                                                                | 56,3 (13,5)                                                                | 44,3 (6,8)                                                                 | 34,0 (1,1)                                                                 | 54,5 (12,5)                                                                |
| Durchschnittlich niedriger °F (°C)                                         | 19,6 (−6,9)                                                                | 23,1 (−4,9)                                                                | 32,9 (0,5)                                                                 | 43,4 (6.3)                                                                 | 52,9 (11,6)                                                                | 62,8 (17,1)                                                                | 66,4 (19,1)                                                                | 64,5 (18,1)                                                                | 56,1 (13,4)                                                                | 44,6 (7,0)                                                                 | 34,1 (1.2)                                                                 | 25,1 (−3,8)                                                                | 43,8 (6,6)                                                                 |
| Niedrige °F (°C) aufzeichnen                                               | −21 (−29)                                                                  | −22 (−30)                                                                  | −11 (−24)                                                                  | 13 (−11)                                                                   | 29 (−2)                                                                    | 39 (4)                                                                     | 43 (6)                                                                     | 42 (6)                                                                     | 29 (−2)                                                                    | 16 (−9)                                                                    | −3 (−19)                                                                   | −21 (−29)                                                                  | −22 (−30)                                                                  |
| Durchschnittlicher Niederschlag Zoll (mm)                                  | 2,35 (60)                                                                  | 2.18 (55)                                                                  | 2,64 (67)                                                                  | 4,63 (118)                                                                 | 5.12 (130)                                                                 | 4,51 (115)                                                                 | 3,93 (100)                                                                 | 3,54 (90)                                                                  | 3,48 (88)                                                                  | 3,23 (82)                                                                  | 3,46 (88)                                                                  | 2,40 (61)                                                                  | 41,47 (1.053)                                                              |
| Quelle: NOAA                                                               |                                                                            |                                                                            |                                                                            |                                                                            |                                                                            |                                                                            |                                                                            |                                                                            |                                                                            |                                                                            |                                                                            |                                                                            |                                                                            |

## Demografie
| Historische Bevölkerung | Historische Bevölkerung | Historische Bevölkerung | Historische Bevölkerung |
| Volkszählung            | Pop.                    |                         | %±                      |
| ----------------------- | ----------------------- | ----------------------- | ----------------------- |
| 1860                    | 0480                    |                         | —                       |
| 1870                    | 0588                    |                         | 22,5 %                  |
| 1880                    | 0299                    |                         | −49,1 %                 |
| 1890                    | 0664                    |                         | 122,1 %                 |
| 1900                    | 0770                    |                         | 16,0 %                  |
| 1910                    | 0795                    |                         | 3,2 %                   |
| 1920                    | 0800                    |                         | 0,6 %                   |
| 1930                    | 1250                    |                         | 56,3 %                  |
| 1940                    | 1254                    |                         | 0,3 %                   |
| 1950                    | 1584                    |                         | 26,3 %                  |
| 1960                    | 1869                    |                         | 18,0 %                  |
| 1970                    | 2057                    |                         | 10,1 %                  |
| 1980                    | 3219                    |                         | 56,5 %                  |
| 1990                    | 3564                    |                         | 10,7 %                  |
| 2000                    | 5281                    |                         | 48,2 %                  |
| 2010                    | 7880                    |                         | 49,2 %                  |
| 2020                    | 8429                    |                         | 6,5 %                   |

### Volkszählung 2010
Bei der Volkszählung von 2010 lebten in der Stadt 7880 Menschen, 2927 Haushalte und 1969 Familien. Die Bevölkerungsdichte betrug 941,5 Einwohner pro Quadratmeile (363,5/km²). Es gab 3196 Wohneinheiten mit einer durchschnittlichen Dichte von 381,8 pro Meile (147,4/km²). Die rassische Zusammensetzung der Stadt bestand zu 93,9 % aus Weißen, 2,1 % Afroamerikanern, 0,6 % Indianern, 0,7 % Asiaten, 0,1 % Pazifischen Insulanern, 0,9 % aus anderen Rassen und 1,8 % aus zwei oder mehr Rassen. Spanisch oder Latino jeder Rasse waren 3,7 % der Bevölkerung.
Es gab 2.927 Haushalte, von denen 39,6 % mit Kindern unter 18 Jahren zusammenlebten, 47,0 % zusammenlebende Ehepaare waren, 15,1 % einen weiblichen Haushaltsvorstand ohne Ehemann hatten, 5,2 % einen männlichen Haushalter ohne Ehefrau hatten, und 32,7 % waren Nicht-Familien. 27,1 % aller Haushalte bestanden aus Einzelpersonen und 12,5 % hatten eine allein lebende Person, die 65 Jahre oder älter war. Die durchschnittliche Haushaltsgröße betrug 2,61 und die durchschnittliche Familiengröße 3,17.
Das Durchschnittsalter in der Stadt betrug 32,4 Jahre. 29,1 % der Einwohner waren unter 18 Jahre alt; 8,8 % waren zwischen 18 und 24 Jahre alt; 28,2 % waren 25 bis 44 Jahre alt; 21,1 % waren zwischen 45 und 64 Jahre alt; und 12,8 % waren 65 Jahre oder älter. Die Geschlechterzusammensetzung der Stadt war 47,9 % männlich und 52,1 % weiblich.

### Volkszählung 2000
Bei der Volkszählung von 2000 lebten 5281 Menschen, 1985 Haushalte und 1363 Familien in der Stadt. Die Bevölkerungsdichte betrug 720,6 Einwohner pro Quadratmeile (278,2/km²). Es gab 2110 Wohneinheiten mit einer durchschnittlichen Dichte von 287,9 pro Quadratmeile (111,1/km²). Die rassische Zusammensetzung der Stadt bestand zu 95,64 % aus Weißen, 1,70 % Afroamerikanern, 0,42 % amerikanischen Ureinwohnern, 0,38 % Asiaten, 0,04 % Pazifischen Insulanern, 0,57 % aus anderen Rassen und 1,25 % aus zwei oder mehr Rassen. Spanisch oder Latino 1,29 % der Bevölkerung waren jeder Rasse.
Es gab 1985 Haushalte, von denen 37,9 % mit Kindern unter 18 Jahren zusammenlebten, 50,8 % waren zusammenlebende Ehepaare, 13,6 % hatten eine weibliche Haushälterin ohne anwesenden Ehemann und 31,3 % waren Nicht-Familien. 26,5 % aller Haushalte bestanden aus Einzelpersonen und 10,9 % hatten eine alleinlebende Person, die 65 Jahre oder älter war. Die durchschnittliche Haushaltsgröße betrug 2,59 und die durchschnittliche Familiengröße 3,14.
In der Stadt verteilte sich die Bevölkerung mit 30,0 % unter 18 Jahren, 9,4 % von 18 bis 24, 30,3 % von 25 bis 44, 16,8 % von 45 bis 64 und 13,6 %, die 65 Jahre alt waren oder älter. Das Durchschnittsalter betrug 32 Jahre. Auf 100 Frauen kamen 88,4 Männer. Auf 100 Frauen ab 18 Jahren kamen 85,7 Männer.
Das Medianeinkommen eines Haushalts in der Stadt betrug 53,742 USD und das Medianeinkommen einer Familie 68,7440 USD. Männer hatten ein durchschnittliches Einkommen von 36.809 US-Dollar gegenüber 22.662 US-Dollar für Frauen. Das Pro-Kopf-Einkommen der Stadt betrug 16.431 US-Dollar. Etwa 8,0 % der Familien und 10,6 % der Bevölkerung lebten unterhalb der Armutsgrenze, darunter 11,4 % der unter 18-Jährigen und 15,1 % der über 65-Jährigen.

## Wirtschaft
Warrenton hat über die Interstate 70 direkten Zugang zum Bahn- und Interstate-Verkehr. Die Industrie besteht aus der Leichtindustrie, einer nicht mehr betriebenen Kupfergießerei und mehreren Steinbrüchen in der Umgebung. Die wichtigsten externen Einnahmequellen der Stadt sind Serviceeinrichtungen für Reisende. Ein bemerkenswertes Unternehmen in Warrenton ist SAF-Holland. Warrenton ist auch die Heimat des weltweiten Hauptsitzes der Child Evangelism Fellowship.
Warren County R-III School District ist der größte Arbeitgeber in Warren County.
Im Jahr 2018 eröffnete die Stadt Warrenton eine zweite Überführung der I-70, etwa 2 Meilen westlich der ursprünglichen Überführung der State Road 47. Dies wurde beschlossen, um das zukünftige Wachstum in der Stadt zu berücksichtigen.

## Ausbildung
Warrenton und die angrenzende Stadt Truesdale, Missouri, beheimaten den Schulbezirk Warren County R-III, der im Bundesstaat Missouri vollständig akkreditiert ist. Der Bezirk hat derzeit sechs Gebäude: Warrenton High School, Daniel Boone Elementary, Warrior Ridge Elementary, Rebecca Boone Elementary, Black Hawk Middle School, Zentralbüro/Early Childhood Center.
Warrenton beherbergt auch die Holy Rosary School, eine kleine katholische Schule, die Kinder vom Kindergarten bis zur achten Klasse betreut.
Das Central Wesleyan College war von 1864 bis 1941 eine wichtige deutsch-amerikanische Institution. Nach der Schließung brannte am 17. Februar 1957 eines der Campusgebäude, 72 Menschen starben im Warrenton Nursing Home Fire.
Warrenton hat eine öffentliche Bibliothek, eine Filiale des Scenic Regional Library Systems.

## Medien
- KFAV, 99,9 MHz UKW-Sender mit Country-Musik, Schwestersender zu KWRE
- KWRE, 730 kHz AM-Sender mit 95,1 MHz FM-Translator K236CK mit Country-Musik, Schwestersender zu KFAV

## Bemerkenswerte Leute
- George H. Middelkamp, 24. Staatsschatzmeister von Missouri